# Dekanat Terespol (diecezja siedlecka)
Dekanat Terespol – jeden z 25 dekanatów w rzymskokatolickiej diecezji siedleckiej.

## Parafie
W skład dekanatu wchodzi 13 parafii.
- parafia Ścięcia św. Jana Chrzciciela – Choroszczynka
- Parafia Miłosierdzia Bożego – Kobylany
- parafia św. Anny – Kodeń
- parafia Zmartwychwstania Pańskiego – Kopytów
- parafia św. Nikity – Kostomłoty, parafia w obrządku bizantyńsko-słowiańskim (neounicka)
- parafia Przemienienia Pańskiego – Malowa Góra
- parafia św. Katarzyny Aleksandryjskiej – Małaszewicze
- parafia Podwyższenia Krzyża Świętego – Neple
- parafia Podwyższenia Krzyża Świętego – Piszczac
- parafia Trójcy Świętej – Połoski
- parafia Świętej Trójcy – Terespol
- parafia św. Anny – Tuczna
- parafia św. Stanisława Kostki – Wólka Dobryńska

Według danych zgromadzonych przez Kurię Diecezji Siedleckiej dekanat liczy 24 288 wiernych.

## Sąsiednie dekanaty
Biała Podlaska – Południe, Biała Podlaska – Północ, Janów Podlaski, Wisznice, Włodawa